# Sågfiskar
Sågfiskar (Pristiformes) är en fiskordning, som tillhör överordningen rockor och som endast omfattar familjen Pristidae. Sju arter är kända, varav sex tillhör släktet Pristis. En art, Anoxypristis cuspidata, förs till ett eget släkte. Alla är starkt hotade, främst av överfiske på grund av sitt eftertraktade kött, sitt värde som souvenirer eller status som troféer, och uppförda på IUCN:s lista över hotade arter. De anses alla som hotade.

## Utseende

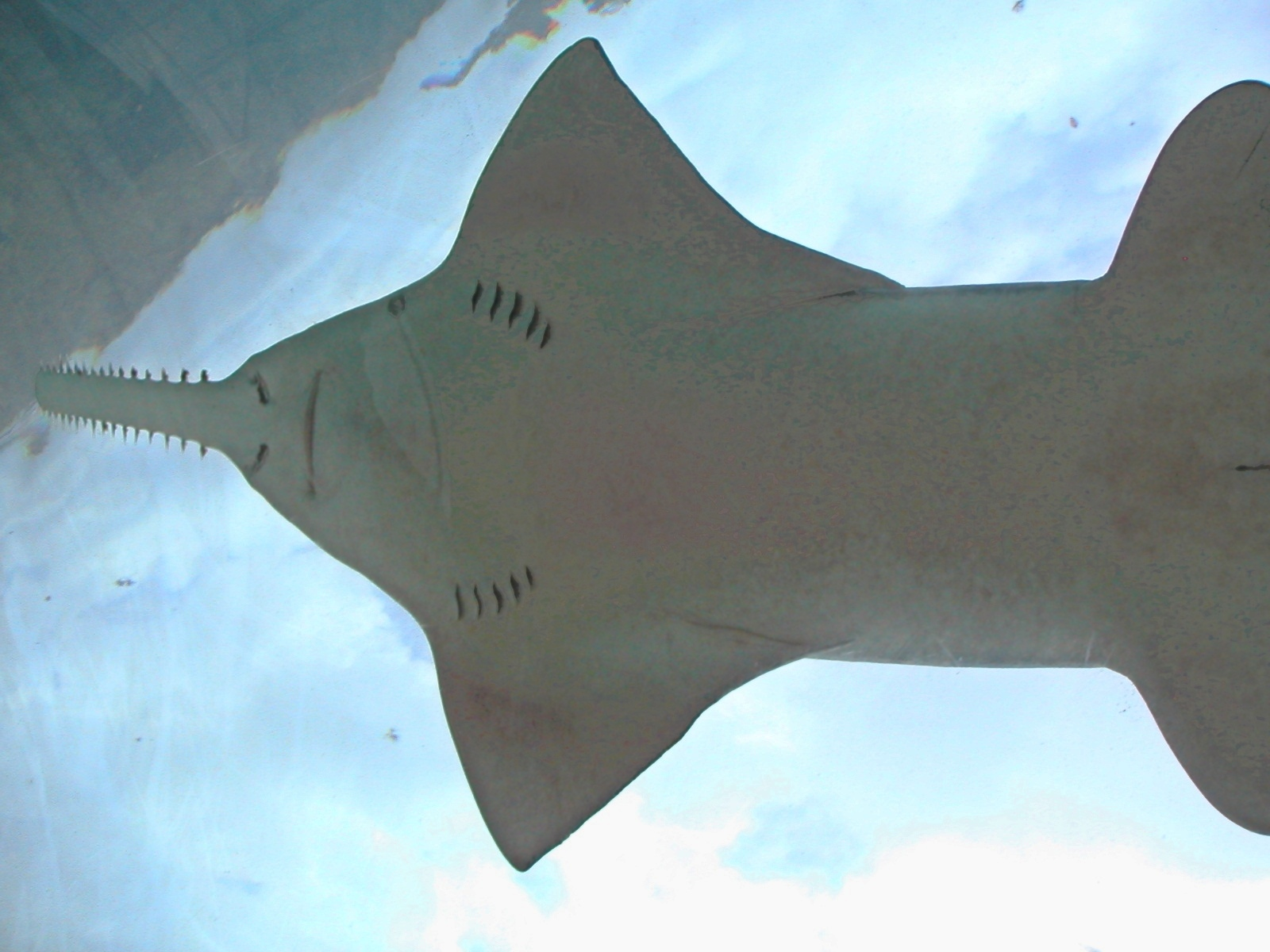
Sågfisk sedd underifrån. Atlantis Paradise Island, Nassau, Bahamas.

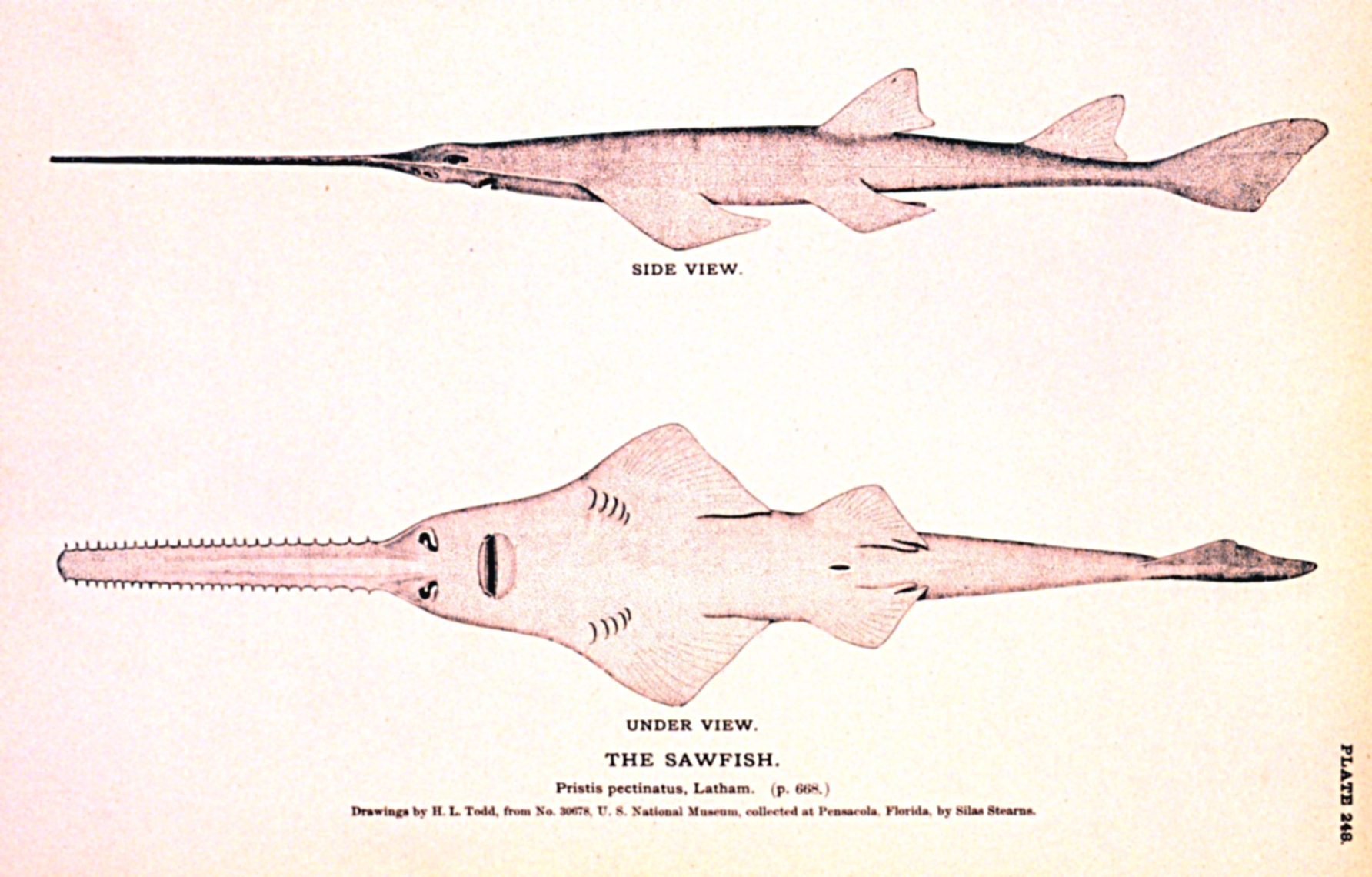
Skiss av en sågfisk.

Det mest kännetecknande för sågfiskarna är deras sågliknande nos (rostrum). Denna är mycket känslig och hjälper fisken att upptäcka tänkbara byten när den simmar över botten. Om bytet är svåråtkomligt, som ett nedgrävt kräftdjur, kan nosen också användas till att gräva fram det ur bottnen. Sågfiskarna kan även använda sin nos för att bedöva eller såra mer rörliga byten, som andra fiskar, så att dessa sedan kan sväljas utan något större motstånd. Det händer också att de vassa tänderna på nosen, som inte är några riktiga tänder utan ombildade plakoidfjäll, används när fisken måste värja sig mot predatorer. 
Andra kännetecken är att sågfiskar har förhållandevis platt kropp och huvud, särskilt undersidan. Munnen och gälspringorna sitter på undersidan av huvudet och bakom ögonen finns två öppningar som tillför gälarna vatten. Huden är täckt av små plakoidfjäll som ger den en sträv struktur. Färgen är vanligen ljust gråaktig eller brunaktig, men en art, Pristis pectinata, kan vara något olivgrönaktig. Storleksmässigt når den minsta arten, Pristis clavata, en längd på omkring 1,4 meter och de största arterna, Pristis microdon, Pristis perotteti och Pristis zijsron kan nå en längd på upp mot 7 meter.

## Utbredning
Sågfiskar finns i grunda, tropiska och subtropiska vatten runt Afrika, Australien och i Karibien. De kan leva både i salt havsvatten och i sötvatten och många arter håller till i flodmynningar och simmar även upp i flodsystem. Arten Pristis pristis fanns tidigare i Medelhavet, men den är nu försvunnen därifrån.

## Ekologi
Sågfiskar är nattaktiva och vilar vanligen under dagen. Trots sitt utseende, som gör att de påminner om såghajar, är sågfiskar inte aggressiva och attackerar inte dykare om de inte blir överraskade eller provocerade. Reproduktionen är långsam, de flesta sågfiskar blir inte könsmogna före 10 års ålder och det uppskattas att parning bara sker vartannat år. Livslängden kan nå upp till 25-30 år.

## Taxonomi och arter
Taxonomin för familjen sågfiskar, Pristidae, är osäker vad gäller antalet arter. Den består av två släkten. Släktet Anoxypristis består av en enda art, A. cuspidata och släktet Pristis består av fyra till sex arter.
| Släkte       | Släkte       | Bild | Artnamn                               | Trivialnamn    | IUCN-status  | Fish Base | FAO | Kommentarer                                     |
| ------------ | ------------ | ---- | ------------------------------------- | -------------- | ------------ | --------- | --- | ----------------------------------------------- |
| Anoxypristis | Anoxypristis |      | Anoxypristis cuspidata (Latham, 1794) |                | Starkt hotad |           |     | Har tidigare räknats till släktet Pristis       |
| Pristis      | Småtandade   |      | Pristis clavata Garman, 1906          |                | Starkt hotad | [ 4 ]     |     |                                                 |
| Pristis      | Småtandade   |      | Pristis pectinata Latham, 1794        | Sågfisk        | Akut hotad   | [ 6 ]     |     | I kustområden längs Atlanten, även i Medelhavet |
| Pristis      | Småtandade   |      | Pristis zijsron Bleeker, 1851         |                | Akut hotad   | [ 8 ]     |     | Föredrar grunt vatten och estuarier             |
| Pristis      | Stortandade  |      | Pristis pristis (Linnaeus, 1758)      | Sydlig sågfisk | Akut hotad   | [ 10 ]    |     |                                                 |

### Fotnoter
1. ↑  Rainer Froese och Daniel Pauly (red.) (2009). ”Pristidae” (på engelska). FishBase. http://www.fishbase.org/Summary/FamilySummary.php?Family=Pristidae. Läst 18 november 2014.
2. ↑  D'Anastasi, B., Simpfendorfer, C. & van Herwerden, L. 2013 Anoxypristis cuspidata . Från: IUCN 2013. IUCN Red List of Threatened Species. Version 2018.1. Läst 13 april 2021.
3. ↑  Kyne, P.M., Rigby, C. & Simpfendorfer, C. 2013 Pristis clavata . Från: IUCN 2013. IUCN Red List of Threatened Species. Version 2018.1. Läst 13 april 2021.
4. ↑  ”Pristis clavata” (på engelska). FishBase. mars 2013. http://www.fishbase.org/summary/Pristis-clavata.html. Läst 18 november 2014.
5. ↑  Carlson, J., Wiley, T. & Smith, K. 2013 Pristis pectinata Från: IUCN 2013. IUCN Red List of Threatened Species. Version 2013.1 www.iucnredlist.org. Läst 13 april 2021.
6. ↑  ”Pristis pectinata” (på engelska). FishBase. mars 2013. http://www.fishbase.org/summary/Pristis-pectinata.html. Läst 18 november 2014.
7. ↑  Simpfendorfer, C. 2013 Pristis zijsron . Från: IUCN 2013. IUCN Red List of Threatened Species. Version 2018.1. Läst 13 april 2021.
8. ↑  ”Pristis zijsron” (på engelska). FishBase. mars 2013. http://www.fishbase.org/summary/Pristis-zijsron.html. Läst 18 november 2014.
9. ↑  Kyne, P.M., Carlson, J. & Smith, K. 2013 Pristis pristis . Från: IUCN 2013. IUCN Red List of Threatened Species. Version 2018.1. Läst 13 april 2021.
10. ↑  ”Pristis pristis” (på engelska). FishBase. mars 2013. http://www.fishbase.org/summary/Pristis-pristis.html. Läst 18 november 2014.